# Gute Primzahl
Der Begriff gute Primzahl wird in der Mathematik in unterschiedlichen Bedeutungen verwendet. Die häufigsten Verwendungen beziehen sich auf den Vergleich einer Primzahl mit geeigneten Mittelwerten von Primzahlen aus der Umgebung.

## Definition nach Erdős und Straus
Die n-te Primzahl {\displaystyle p_{n}} heißt gut, falls für alle Paare von Primzahlen {\displaystyle p_{n-i}} und {\displaystyle p_{n+i}}, wobei {\displaystyle i} von 1 bis {\displaystyle n-1} geht, gilt:
{\displaystyle p_{n}^{2}\;>\;p_{n-i}\cdot p_{n+i}.}
Es gibt unendlich viele gute Primzahlen. Die ersten lauten
5, 11, 17, 29, 37, 41, 53, 59, 67, 71, 97, … (Folge A028388 in OEIS)
Diese Definition geht auf Paul Erdős und Ernst Gabor Straus zurück.

### Beispiele
Beispiel 1:
Es soll geprüft werden, ob 11 eine gute Primzahl ist.
11 ist die 5. Primzahl: {\displaystyle 2,3,5,7,\mathbf {11} ,13,17,19,23}.
Also ist zu prüfen:
{\displaystyle 11^{2}=121>7\cdot 13=91}
{\displaystyle 11^{2}=121>5\cdot 17=85}
{\displaystyle 11^{2}=121>3\cdot 19=57}
{\displaystyle 11^{2}=121>2\cdot 23=46}
Also ist 11 eine gute Primzahl.
Beispiel 2:
Es soll geprüft werden, ob 13 eine gute Primzahl ist.
13 ist die 6. Primzahl: {\displaystyle 2,3,5,7,11,\mathbf {13} ,17,19,23,29,31}.
Da
{\displaystyle 13^{2}=169<11\cdot 17=187},
gilt nicht {\displaystyle 13=p_{6}^{2}>p_{5}\cdot p_{7}}.
Daher ist 13 keine gute Primzahl.

## Abgeschwächte Definition
Eine Primzahl heißt gut, wenn sie größer ist als das geometrische Mittel des unmittelbar benachbarten Primzahlpaares.
Die n-te Primzahl {\displaystyle p_{n}} also heißt gut, falls
{\displaystyle p_{n}^{2}\;>\;p_{n-1}\cdot p_{n+1}}.
Auch nach dieser Definition gibt es unendlich viele gute Primzahlen, die ersten davon lauten
5, 11, 17, 29, 37, 41, 53, 59, 67, 71, 79, 97, 101, … (Folge A046869 in OEIS)

### Beispiel
Die 79 ist in diesem Sinne eine gute Primzahl, weil
{\displaystyle 79^{2}=6241>73\cdot 83=6059}.
Sie ist aber keine gute Primzahl im ersten Sinne, weil für das vorhergehende Primzahlpaar gilt
{\displaystyle 79^{2}=6241<71\cdot 89=6319}.